# Whiston (Merseyside)
Whiston (13.629 ab. nel 2001) è una città del Regno Unito; si trova nella contea inglese del Merseyside all'interno del distretto metropolitano di Knowsley a circa 13 km a Est dal centro di Liverpool.

## Storia
Fu parte del Lancashire (contea storica di Liverpool), nota per più di 450 anni per le sue miniere di carbone. La sua storia ha inizio nel XIII secolo, ma le sue radici sono molto più antiche. Infatti sono stati ritrovati in zona, nel 1941 e nel 1986, dei resti risalenti al periodo Neolitico.
La chiesa di St. Nicholas, sulla Windy Arbor Road, è stata consacrata il 30 luglio 1868. Questa ospita un monumento, progettato da Sir Giles Gilbert Scott, in memoria dei caduti che è stato colpito da un fulmine nel 1928. La costruzione è stata sostituita quattro anni più tardi, nel 1932.

## Divisione del territorio
La città faceva parte del Whiston Rural District. L'area è composta da Whiston Nord e da "reparti" di Whiston Sud.

## Industria e lavoro
La zona lavorativa maggiore è sicuramente il Whiston Hospital, succursale degli ospedali di St. Helens e di Knowsley, controllati dal National Health Service. Quest'ultimo, tiene occupati, solo a Whiston, 4.500 abitanti. La stessa struttura ospedaliera è detta per la sua estensione, con quasi 900 posti letto, District General Hospital. In questo ambito, altro importante luogo da citare è Glen Dimplex Home Appliances, azienda di elettrodomestici da cucina che ha circa 1000 dipendenti.